# 백인엽
백인엽(白仁燁, 1923년 2월 18일 ~ 2013년 12월 14일)은 대한민국의 군인, 교육행정가이다.
본관은 수원(水原)이고 호(號)는 운봉(雲峰)이며 평안남도 강서에서 출생하여 지난날 한때 평안남도 진남포에서 잠시 유아기를 보낸 적이 있으며 이후 1925년, 일가족과 함께 평안남도 평양으로 이주하여 주로 평양에서 성장하였다. 한국 전쟁 당시 대한민국 국군 주요 지휘관 가운데 한 사람이었다. 휴전 이후에는 육군본부 기획관리참모국 국장으로 재직 시 1960년 육군 중장으로 예편하였으며 선인학원의 이사장을 역임하였다. 대한민국 육군참모총장 겸 합동참모총장을 지낸 백선엽(白善燁)의 친동생이기도 하다.

## 학력
- 평안남도 강서 약송소학교
- 평안남도 평양 숭실고등보통학교
- 일본 메이지 대학교 경제학과 학사(1943년)
- 일본 도쿄 육군항공학교 졸업(1945년)
- 대한민국 군사영어학교 1기(1946년)
- 대한민국 통위부 보병학교 졸업(1947년)
- 미국 육군보병학교 졸업(1949년)
- 미국 육군야전포병학교 졸업(1950년)
- 대한민국 육군보병학교 졸업(1951년)
- 미국 육군참모대학교 졸업(1953년)
- 대한민국 국방대학교 행정학사 1기(1956년)

## 군경력
- 1943.03. : 일본군 항공소위
- 1946.01. : 대한민국 국방경비대 참위(대한민국 육군 소위) 임관
- 1948.02. : 육군 제1보병연대 부연대장
- 1948.11. : 육군 제17보병연대 연대장
- 1950.08. : 육군 수도보병사단 사단장
- 1950.10. : 육군 준장 진급, 육군본부 정보국 국장
- 1951.01. : 육군 제1훈련소 소장
- 1952.01. : 육군 제6보병사단 사단장
- 1952.11. : 육군 소장 진급
- 1954.06. : 육군 제9보병사단 사단장
- 1955.05. : 육군 제2훈련소 소장
- 1955.09. : 육군 제2훈련소 소장 재직 시절 육군 중장 진급(1955년 9월 초순)
- 1955.09. : 육군 제2훈련소 소장 보직에서 대한민국 국방부 부참모장 보직으로 전보(1955년 9월 하순)
- 1955.12. : 육군본부 기획참모부 부장
- 1956.04. : 육군 제1군단 군단장
- 1956.09. : 육군 제6군단 군단장
- 1959.02. : 육군본부 관리참모부 부장
- 1959.08. : 육군본부 기획관리참모국 국장
- 1960.06. : 전역

## 선인학원 비리
선인학원 설립자인 백인엽의 전횡은 상상을 초월하였다. 인근 주민의 재산을 불법적으로 침해하고, 특히 부지 확장 과정에서 중국인의 공동묘지를 불도저로 밀어 버려 외교 문제로까지 비화되었다. 백인엽은 자기 맘에 들지 않으면 교직원들을 무조건 해고하고, 교사들에게 예비군 군복을 입혀서 보초를 서게 하고 순찰을 돌게 했다. 또한 돈을 받고 부정 입학·편입을 시키고 심지어 졸업장을 팔기까지 하였다. 신문에서는 이러한 백인엽의 활동을 ‘인천의 무법자’라고 표현하였다.
부정 비리가 적발되어 백인엽 이사장은 선인학원을 국가에 헌납을 검토하고 구속되었지만 석방 이후에도 계속 주인 행세를 하면서 배후 조종을 일삼았다. 이 때문에 1990년대 ‘범(汎)선인 학원 정상화 추진 위원회’가 구성되어 학원 정상화를 위한 투쟁을 전개하였고, 이는 인천의 시민운동으로까지 확장되었다.
백인엽은 1993년 6월 ‘(인천대학교의 학교 법인인) 선인학원의 공립화를 조건으로, 설립자로서의 권한 일체를 인천직할시장에게 기증한다.’라는 내용의 기증서를 당시 최기선 인천직할시장에게 전달함으로써 선인학원은 운영하던 유치원, 초·중·고등학교, 전문대 등 열 세 곳과 함께 시립으로 전환되었다. 우여곡절 끝에 1994년 시립화가 이루어진 것이다. 시립화 이후 인천대학교를 비롯한 학교들이 정상적으로 발전하고 있으며, 일부 학교는 학교 명칭이 변경되거나 위치가 이전되기도 하였다. 특히 2013년 인천대학교는 국립대학법인 형태로 국립 인천대학교로 개편되었다.
당시 인천대학교에서 조교로 일했던 이갑용 인천대학교 부총장은 “설립 초기에는 개강하는 날부터 시위를 시작했기 때문에 수업은 늘 여름방학에 했다.”라며 “대표적인 문제 사학이었다.”라고 회고했다. 실제로 백인엽은 인천대학교를 설립한 지 2년 만인 1981년 1월 당시 교육부의 감사에서 2년 동안 선인학원 산하 각급 학교(당시 16개)에 무려 9,900여 명을 불법으로 편·입학시키고, 공금 7억 5000여만 원을 횡령한 사실이 적발되어 법원에서 징역 3년의 실형을 선고 받았다.

## 대인관계
형 백선엽이 대한민국 육군 장성급 장교로서 승승장구하였으므로 백인엽 역시 대한민국 육군 장성급 장교로 진급했다. 하지만 박정희와는 의외로 서로 증오하는 관계이며, 이 때문에 백인엽이 중장 시절 제6군단장으로 재직중에 박정희 준장이 제6군단 부군단장으로 재직했으나 두 사람 간 극심한 불화로 인해 박정희 준장이 제6군단 부군단장에서 보직해임을 당한 후 대기발령 상태로 있다가 제7보병사단장으로 재영전했다.

## 가족 관계
- 아버지: 백윤상(白潤相, 1890년 - 1926년)
- 어머니: 방효열(方孝熱, 1893년 - 1977년)
- 외조부: 방흥주(方興周, 185X - 19XX) 53세로 평안남도 함종(咸從)에서 졸, 행 가의대부(嘉義大夫)[1] 대한제국 황군 참령(參領)[2]
  - 누나: 백복엽(白福燁, 1917년 - 1990년)
  - 형: 백선엽(白善燁, 1920년 - 2020년)
- 배우자 : 주광숙(1941년 ~ )
  - 자녀 : 2남 1녀
- 사촌누나: 백희엽(白熙燁, 1916년 - 1995년, 기업인, 사채업자)

## 같이 보기
- 한국 전쟁
- 백선엽
- 김홍일
- 이형근
- 김창룡
- 이범석
- 정일권
- 한신
- 박정희